# Borgo a Buggiano Calcio
L'A.S.D. Borgo a Buggiano Calcio, meglio nota come Borgo a Buggiano, è una società calcistica italiana con sede nel comune di Buggiano. Milita in Seconda Categoria, l'ottava divisione del campionato italiano.
Fondato nel 1920, ha trascorso gran parte della propria storia nei campionati dilettantistici a carattere regionale e provinciale, arrivando in Serie D nel 2009 e rimanendovi fino al 2011, anno in cui ha vinto il proprio girone e ottenuto l'accesso alla Lega Pro Seconda Divisione, in cui ha militato fino al 2013.

## Storia
La squadra venne fondata nel 1920 con la denominazione di Unione Sportiva Borgo a Buggiano, prendendo parte ad attività a carattere locale fino al 1937. Nello stesso anno si affiliò alla FIGC, iscrivendosi in Seconda Divisione. Dal 1943 al 1945 rimase inattiva a causa della seconda guerra mondiale e ripartì dalla Prima Divisione. La squadra rimarrà stabilmente nel primo livello regionale fino al 1956. Successivamente il Borgo a Buggiano 
scese di livello disputando i campionati di Prima Categoria, Seconda Categoria e Terza Categoria, con alcune apparizioni nel massimo livello regionale. Dal 1999 al 2001 raggiunse l'Eccellenza e in seguito scese prima in Promozione nel 2001 e poi in Prima Categoria nel 2005. Nel frattempo il club cambiò denominazione in Unione Sportiva Dilettantistica Borgo a Buggiano 1920 nel 2005 e salì in Promozione nel 2007, dopo aver vinto i play-off e la coppa di categoria. La stagione successiva riottenne l'accesso all'Eccellenza tramite i play-off e nel 2009 arrivò il ripescaggio in Serie D, nonostante la sconfitta nella finale dei play-off nazionali. Nel 2011, al secondo anno in Serie D, il Borgo a Buggiano ottenne la promozione in Lega Pro Seconda Divisione. Con l'approdo tra i professionisti cambiò denominazione in Unione Sportiva Borgo a Buggiano 1920. Dopo aver disputato due campionati e conseguito la salvezza nel 2013 la società decise di non si iscrive la squadra alla stagione successiva. Dopo la volontaria rinuncia a non partecipare al campionato il club ripartì dalla Terza Categoria. Nel 2016 rinunciò all'iscrizione alla Seconda Categoria e la squadra venne rifondata con la denominazione di Associazione Sportiva Dilettantistica Borgo a Buggiano Calcio, ripartendo dall'ultimo livello del campionato italiano.

## Colori e simboli

### Colori
I colori sociali del Borgo a Buggiano sono il bianco e l'azzurro.

### Simboli ufficiali

#### Stemma
Lo stemma del Borgo a Buggiano riprende come simboli il bue e il giglio, presenti sullo stemma comunale.

## Strutture

### Stadio
Il Borgo a Buggiano disputa le partite di casa allo stadio Alberto Benedetti. Nella stagione 2012-2013 a causa di problemi dell'impianto di gioco la squadra si è trasferita allo stadio Porta Elisa di Lucca.

### Centro di allenamento
Il Borgo a Buggiano si allena al campo sportivo Silvio Bonelli.

## Società

### Organigramma societario
| Staff dell'area amministrativa - Luciano Arabelli - Presidente - Emerih Puccini - Vicepresidente - Luca Puccini - Segretario |

## Allenatori e presidenti
| Allenatori - 1920-1997 ... - 1997-1998 Carlo Panati - 1998-2000 Franco Michelotti - 2000-2001 Mirko Matteoni Aquilino Bonfanti - 2001-2003 Lorenzo Roventini - 2003-2004 Meucci Tranquillo - 2004-2005 Ghimenti Riccardo Giannini - 2005-2006 Riccardo Giannini - 2006-2007 Andrea Lampredi - 2007-2008 Andrea Lampredi Yuri Morelli - 2008-2009 Massimiliano Massi - 2009-2010 Massimiliano Massi Roberto Bicchierai - 2010-2011 Guido Pagliuca - 2011-2012 Gianluca Colonnello Aldo Firicano - 2012-2013 Marco Masi - 2013-2016 Simone Gagliardi - 2016-2018 Matteo Breccia - 2018-2019 Matteo Breccia Davide Passalacqua Daniele Natali - 2019-2020 Emanuele Biondi Daniele Natali - 2020-2022 Daniele Natali - 2022- Luca Biagi | Presidenti - 1920-1996 ... - 1996-2005 Mauro Paganelli - 2005-2016 Massimo Cardelli - 2016- Luciano Arabelli |

## Palmarès

### Competizioni interregionali
- Serie D: 1

2010-2011 (girone D)

### Competizioni regionali
- Prima Categoria: 1

1974-1975 (girone A)
- Prima Divisione: 1

1958-1959 (girone A)
- Seconda Categoria: 2

1984-1985 (girone C), 1994-1995 (girone D)
- Coppa Toscana: 1

2006-2007

### Competizioni provinciali
- Terza Categoria: 2

2016-2017, 2022-2023
- Coppa Pistoia: 2

2014-2015, 2022-2023

## Statistiche e record

### Partecipazione ai campionati
| Livello | Categoria                  | Partecipazioni | Debutto   | Ultima stagione | Totale |
| ------- | -------------------------- | -------------- | --------- | --------------- | ------ |
| 4º      | Lega Pro Seconda Divisione | 2              | 2011-2012 | 2012-2013       | 2      |
| 5º      | Serie D                    | 2              | 2009-2010 | 2010-2011       | 2      |

### Partecipazione alle coppe
| Competizione          | Partecipazioni | Debutto   | Ultima stagione | Totale |
| --------------------- | -------------- | --------- | --------------- | ------ |
| Coppa Italia Lega Pro | 2              | 2011-2012 | 2012-2013       | 2      |
| Coppa Italia Serie D  | 2              | 2009-2010 | 2010-2011       | 2      |
| Poule Scudetto        | 1              | 2010-2011 | 2010-2011       | 1      |